# Pentactella perrieri
Pentactella perrieri is een zeekomkommer uit de familie Cucumariidae.
De wetenschappelijke naam van de soort werd in 1927 gepubliceerd door Ekman.